# Grigoriy Skovorodá
Hryhorii Skovoroda, también Gregory Skovoroda o Grigory Skovoroda (en latín: Gregorius Scovoroda; en ucraniano: Григорій Савич Сковорода, Hryhorii Savych Skovoroda; en ruso: Григо́рий Са́ввич Сковорода́, Grigory Savvich Skovoroda; 3 de diciembre de 1722 - 9 de noviembre de 1794) fue un filósofo de origen cosaco ucraniano que vivió y trabajó en el Imperio Ruso. Fue un reconocido poeta, maestro y compositor de música litúrgica. Su significativa influencia en sus contemporáneos y generaciones posteriores, así como su forma de vida, fueron considerados universalmente como socráticos, y a menudo se le llamaba «Sócrates». El trabajo de Skovoroda contribuyó al patrimonio cultural tanto de la actual Ucrania como de Rusia, ambos países que lo reclaman como un hijo nativo.
Skovoroda escribió sus textos en una mezcla de tres idiomas: eslavo eclesiástico, ucraniano y ruso, con un gran número de europeísmos occidentales y citas en latín y griego. La mayoría de sus cartas sobrevivientes fueron escritas en latín o griego, pero una pequeña fracción usó la variedad de ruso de la clase educada de la Ucrania Libre, resultado de una larga rusificación pero con muchos ucranianismos aún evidentes.
Recibió su educación en el Collegium Mohileanum en Kiev (en la actual Ucrania). Atormentado por poderes mundanos y espirituales, el filósofo llevó la vida de un pensador-mendigo itinerante. En sus tratados y diálogos, los problemas bíblicos se superponen con los examinados anteriormente por Platón y los estoicos. El primer libro de Skovoroda se publicó después de su muerte en 1798 en San Petersburgo. Las obras completas de Skovoroda se publicaron por primera vez en San Petersburgo en 1861. Antes de esta edición, muchas de sus obras existían solo en forma manuscrita.

## Vida

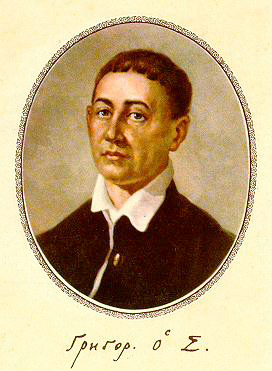
Retrato de Grygor (Ґриґор) Σ. con su firma

Skovoroda nació en una familia Cosaca registrada ucraniana de pequeños propietarios en la aldea de Chernukhi en el regimiento de Lubny, Hetmanato cosaco (en 1708, el territorio del Hetmanato cosaco se incorporó a la gobernación de Kiev, pero el Hetmanato Cosaco no fue liquidado), Imperio ruso (actual Óblast de Poltava, Ucrania), en 1722. Su madre, Pelageya Stepanovna Shang-Giray, estaba directamente relacionada con Şahin Giray y era de ascendencia parcial tártara de Crimea . Fue estudiante en la Academia Mogila de Kiev (1734–1741, 1744–1745, 1751–1753) pero no se graduó. En 1741, a la edad de 19 años gracias a su tío Ignatiy Poltavtsev, fue llevado desde Kiev para cantar en el coro imperial en Moscú y San Petersburgo y regresó a Kiev en 1744. Pasó el período de 1745 a 1750 en el reino de Hungría y se cree que también viajó a otras partes de Europa durante este período. En 1750 regresó a Kiev. De 1750 a 1751 enseñó poética en Pereiaslav . Durante la mayor parte del período de 1753 a 1759, Skovorodá fue tutor en la familia de un terrateniente en Kovrai. De 1759 a 1769, con interrupciones, enseñó materias como poesía, sintaxis, griego y ética en el Collegium de Kharkоv  (también llamado Collegium de Járkov). Después de un ataque a su curso de ética en 1769, decidió abandonar la enseñanza.
Skovorodá es conocido como compositor de música litúrgica, así como de varias canciones para sus propios textos. De estos últimos, varios han pasado al ámbito de la música folclórica ucraniana . Muchas de sus canciones filosóficas son conocidas como "salmos de Skovorodskie" se encontraban a menudo en el repertorio de músicos folclóricos ambulantes ciegos conocidos como kobzars. Lo describieron como un intérprete experto en la flauta, torban y kobza.
En el último cuarto de su vida, viajó a pie por Ucrania y se quedó con varios amigos, tanto ricos como pobres, y prefirió no quedarse en un solo lugar por mucho tiempo. Durante este tiempo se dedicó a la vida y al estudio individual como un ermitaño monástico.
Este último período fue la época de sus grandes obras filosóficas. También en este período, pero particularmente antes, escribió poesía y cartas en lengua eslava eclesiástica, griego y latín e hizo una serie de traducciones del latín al ruso.

## Idioma

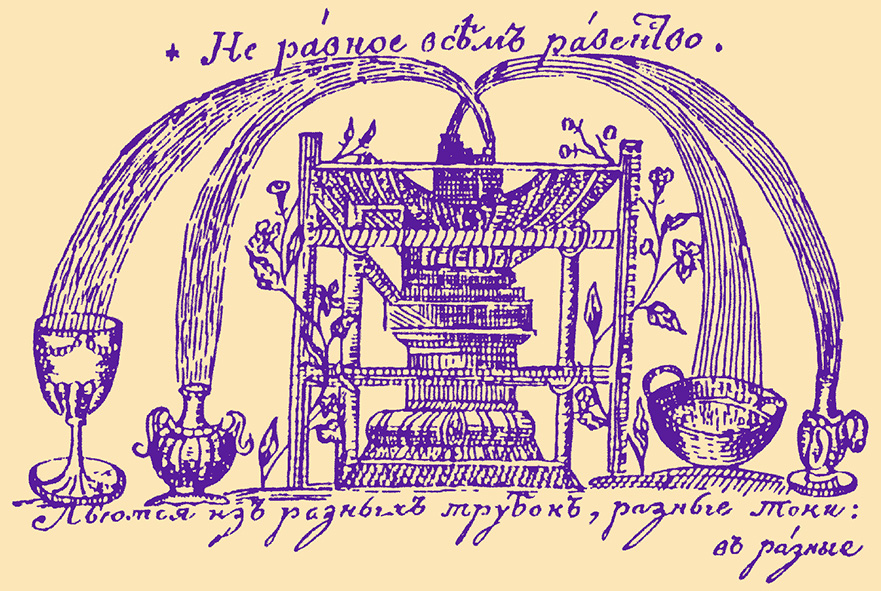
Imagen concepto de Skovorodá: «Desigual a toda igualdad»

Hay un debate muy amplio sobre el lenguaje que Skovoroda usó en sus escritos. Skovoroda usó una forma de ucraniano escrito que difería un poco del ucraniano vernáculo. Como erudito que estudiaba en una institución religiosa que dependía en gran medida de varias formas del idioma eslavo eclesiástico, aunque la base de su lengua escrita era el ucraniano.
Además del ucraniano escrito, se sabía que Skovorodá hablaba y escribía en griego, latín, alemán y hebreo . Su poesía ha sido analizada en busca de elementos extranjeros no ucranianos. En un artículo sobre el idioma y el estilo de Skovorodá, el lingüista eslavo Yuriy Shevelov pudo deducir que, además del ucraniano, contenía un 7,8% de ruso, un 7,7% no eslavo y un 27,6% de vocabulario eslavo eclesiástico, y que la variante del eslavo eclesiástico que utilizó fue la variedad utilizada en la Biblia sinodal de 1751.  Sin embargo, la prosa de Skovorodá tenía un mayor contenido de vocabulario no ucraniano: 36,7% eslavo eclesiástico, 4,7% otros idiomas europeos no eslavos y 9,7% ruso. 
Yuriy Shevelov escribió una descripción general con la intención de disipar las generalizaciones infundadas y sentar las bases para un estudio serio del lenguaje y el estilo de Skovorodá. Con respecto al mito común de Skovorodá como un "filósofo del pueblo" o ideólogo del campesinado, Shevelov dijo que pertenecía y dependía de los círculos de la clase educada en la Ucrania Libre. Señaló que "el idioma de Skovorodá, menos sus muchas características bíblicas y eclesiásticas, políticas y personales es, en su base, la variedad Slobožanščyna del ruso estándar tal como lo usan los educados", como lo atestigua el pequeño número de sus cartas personales existentes. que no estaban en latín ni en griego.
Dan Chopyk describe las características del lenguaje escrito de las fábulas de Skovorodá como mixtas: "Sus fábulas, escritas en un idioma mixto ruso-ucraniano-eslavo eclesiástico, según Gorkij y Tolstoi, fueron muy efectivas y, a juzgar por el número de copias existentes, fueron igualmente querido por la nobleza y los plebeyos".

## Muerte
Tres días antes de morir, fue a la casa de uno de sus amigos más cercanos y le dijo que había venido para quedarse definitivamente. Todos los días salía de casa con una pala, y resultó que pasó tres días cavando su propia tumba. Al tercer día, cenó, se puso de pie y dijo: "Ha llegado mi hora". Fue a la habitación contigua, se acostó y murió. Pidió que se colocara el siguiente epitafio en su lápida:

El mundo trató de capturarme, pero no lo logró.

Murió el 9 de noviembre de 1794 en el pueblo llamado Ivanovka (hoy conocido como Skovorodinovka, distrito de Zolochiv, óblast de Járkov)

## Homenajes

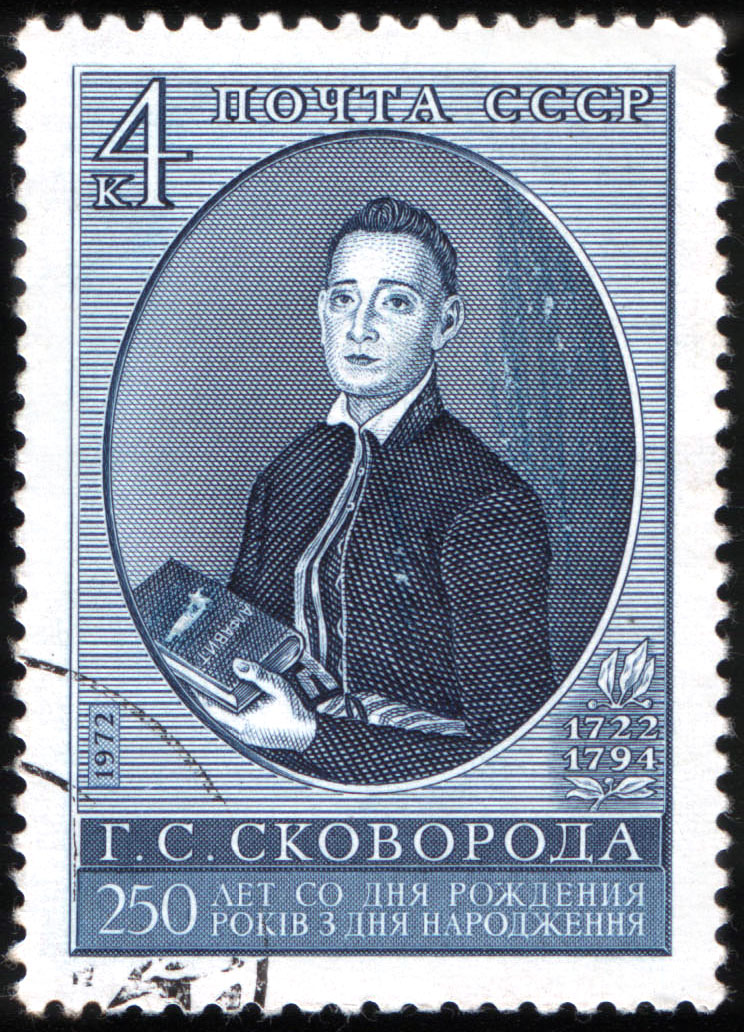
Sello soviético con retrato de H. Skovoroda (1972).

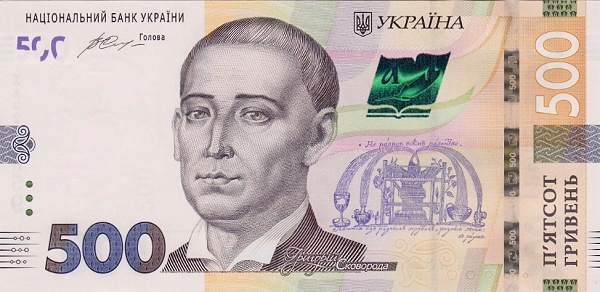
Skovorodá en el billete de ₴500.

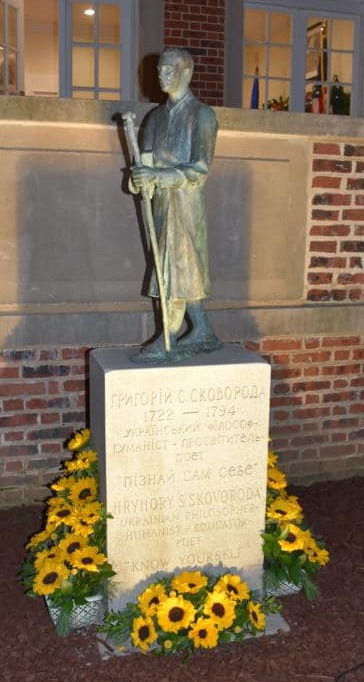
Monumento a Skovorodá en Washington D. C. fuera de la Casa de Ucrania

El 15 de septiembre de 2006, el retrato de Skovorodá se colocó en el segundo billete más grande en circulación en Ucrania, el billete de ₴500.
El Instituto de Filosofía Grigoriy Skovorodá, fundado en 1946, funciona bajo los auspicios de la Academia Nacional de Ciencias de Ucrania (hasta 1991 Academia de Ciencias de la Ucrania Soviética). 
En el pueblo de Skovorodynivka en el óblast de Járkov, Ucrania, se ubicó un museo de Skovorodá. El museo funcionaba en un edificio que databa del siglo XVIII, en una finca donde estaba enterrado Skovorodá. En la noche del 6 al 7 de mayo de 2022, el edificio fue destruido con un ataque directo con misiles rusos en el momento de la Invasión Rusa de Ucrania . El proyectil voló bajo el techo del edificio y se produjo un incendio. El fuego consumió todo el recinto del museo. Como resultado, el Museo Nacional Skovorodá fue destruido junto con el edificio histórico. La colección del museo no sufrió daños ya que fue trasladada como medida de precaución en caso de un ataque de la Federación Rusa. Curiosamente, la estatua de Skovorodá en el edificio permaneció en pie rodeada de escombros del edificio destruido.
El 2 de diciembre de 2022, en el 300 aniversario del nacimiento de Skovorodá, se instaló un monumento en su honor en Washington D. C., cerca de la Casa de Ucrania. Fue creado en 1992 por el escultor estadounidense Mark Rhodes, quien se inspiró en las ideas de Skovorodá.

## Obras
Las obras de Skovorodá durante su vida no se imprimieron, lo cual era muy típico del siglo XVIII. Grigoriy Skovorodá recibió una gran educación en diferentes idiomas, en particular, latín, griego y alemán. Podía leer literatura religiosa en alemán y estaba influenciado por el pietismo alemán. Educado en un espíritu de estudios filosóficos y religiosos, se convirtió en un oponente de la escolástica eclesiástica y del dominio espiritual de la Iglesia ortodoxa . “Nuestro reino está dentro de nosotros”, escribió, “y para conocer a Dios, debes conocerte a ti mismo. La gente debería conocer a Dios, como ellos mismos, lo suficiente como para verlo en el mundo. Creer en Dios no significa creer en su existencia y por lo tanto ceder a él y vivir según su ley. La santidad de la vida está en hacer el bien a las personas”.
Skovorodá enseñó que "todo el trabajo es bendecido por Dios", pero la distribución de la riqueza fuera del círculo de Dios se llama pecado imperdonable. Skovorodá enseñó que la única tarea de la filosofía era buscar la verdad y perseguirla. Pero en términos de la vida humana, esta meta es inalcanzable, y la felicidad humana radica en el hecho de que todo tiene que encontrar la verdad. Este objetivo puede ir en diferentes direcciones, y la intolerancia de los que piensan diferente, no tiene justificación. Del mismo modo, la intolerancia religiosa no encuentra justificación en la verdad eterna revelada al mundo en diferentes formas. Con respecto a sí mismo, fue totalmente intransigente y, como resultado, logró una completa armonía entre su enseñanza y su vida. Era muy gentil y observador en relación con los demás. Fue solo en 1798 que su "Narsisis o Conócete a ti mismo" se publicó en el Imperio Ruso, pero sin la inclusión de su nombre. En 1806, la revista "Zion Vyestnyk" bajo la dirección de Alexander Labzin imprimió algunas de sus obras. Luego, en Moscú, entre 1837 y 1839, se publicaron algunas de sus obras con su nombre, y solo en 1861 se publicó la primera colección casi completa de sus obras. Con motivo del centenario de la muerte del filósofo, en Járkov (Járkov), la publicación del famoso séptimo volumen de Transactions of the Kharkov Historico-Philological Society (1894), editado por Dmitriy Bagaley (después de 1918 también conocido como Dmytro Bahalii), contenía la mayor parte de la obra de Skovorodá. Aquí se publicaron 16 de sus obras, 9 de las cuales aparecieron por primera vez. También se publicó aquí su biografía y algunos de sus poemas. Leonid Ushkalov publicó en 2011 una colección académica completa de todas las obras conocidas de Skovoroda.

### Lista de obras
- Skovorodá, Grigoriy S. Fábulas y aforismos . Traducción, biografía y análisis de Dan B. Chopyk (Nueva York: Peter Lang, 1990) Reseña: Wolodymyr T. Zyla, Korean Quarterly, 50 (1994): 303–304.
- Skovorodá, Grigoriy S, Piznay contra sobi ludynu . Traducido por M. Kashuba con una introducción de Vasyl' Voitovych (L'viv: S$vit, 1995) Obras seleccionadas (original: idioma ucraniano).
- Skovorodá, Grigoriy S, Tvory: V dvokh tomakh, prólogo de O. Myshanych, editor jefe Omelian Pritsak (Kiev: Oberehy, 1994) (original: idioma ucraniano, traducido de otros idiomas).
- Skovorodá, Grigoriy S, "Una conversación entre cinco viajeros sobre la verdadera felicidad de la vida" (traducido al inglés por George L. Kline).
- Skovorodá, Grigoriy S, "Conversación sobre el mundo antiguo".
- Skovorodá, Grigoriy S, ed. por Leonid Ushkalov. "Григорій Сковорода: повна академічна збірка творів" ("Grigory Skovoroda: una colección académica completa de obras"), (2011).

## Enseñanzas
Una de las misiones de Skovorodá fue la enseñanza. Formalmente enseñó poética en el Collegium de Pereyaslav (durante 1750-1751) y poética, sintaxis, griego y catecismo en el Collegium de Járkov  (también llamado como Collegium de Járkov  y en latín: Collegium Charkoviensis o Zacharpolis Collegium  ) (durante 1759-1760, 1761 –1764, 1768–1769).
En 1751 tuvo una disputa con el obispo presidente del  Collegium de Pereyaslav, quien consideró que las nuevas formas de enseñanza de Skovorodá eran extrañas e incompatibles con el antiguo curso tradicional de poética. El joven Skovorodá, confiado en su dominio de la materia y en la precisión, claridad y amplitud de sus reglas de prosodia, se negó a cumplir la orden del obispo, solicitando el arbitraje y señalándole que "alia res sceptrum, alia plectrum". [el cetro del pastor es una cosa, pero la flauta es otra]. El obispo consideró la postura de Skovorodá como arrogante y, en consecuencia, fue despedido.
El primer año de enseñanza en el Collegium de Járkov pasó brillantemente para Skovoroda. No solo entusiasmó a sus alumnos con sus conferencias, sino que su enfoque pedagógico creativo también atrajo la atención de sus colegas e incluso de sus superiores.
Skovoroda también fue tutor privado de Vasily Tomara (1740-1813) (durante 1753-1754, 1755-1758) y mentor y amigo de toda la vida de Michael Kovalinsky (o Kovalensky, 1745-1807) (durante 1761-1769), su biógrafo. Probablemente también fue tutor privado de Gabriel Vishnevsky (1716-1752) (durante 1745-1749), hijo de Fyodor Vishnevsky (1682-1749). Gracias a Fyodor Vishnevsky, Skovoroda visitó Europa Central, especialmente Hungría y Austria.
En su enseñanza, Skovoroda tenía como objetivo descubrir las inclinaciones y habilidades del estudiante e ideó charlas y lecturas que las desarrollarían al máximo. Este enfoque ha sido descrito por el biógrafo de Skovorodá, Kovalinsky: «Skovoroda comenzó [enseñando al joven] Vasily Tomara trabajando más en el corazón de su joven discípulo y, observando sus inclinaciones naturales, trató de ayudar solo a la naturaleza misma en su desarrollo comprometiéndose, luz y dirección tierna que el niño ni siquiera podía notar, ya que Skovoroda prestó especial atención para no sobrecargar la mente joven con un aprendizaje [pesado]. De esta manera, el niño se apegó a Skovoroda con amor [y confianza por] él».
Su enseñanza no se limitó a la academia ni a amigos privados y durante sus últimos años como "vagabundo" enseñó públicamente a los muchos que se sintieron atraídos por él. Archimandrita Gavriil (Vasily Voskresensky, 1795–1868), el primer historiador conocido de la filosofía rusa, describió brillantemente las cualidades socráticas de Skovoroda en la enseñanza: "Tanto Sócrates como Skovoroda sintieron desde arriba el llamado a ser tutores del pueblo y, aceptando la vocación, se convirtieron en maestros públicos en el sentido personal y elevado de esa palabra. … Skovoroda, también como Sócrates, sin estar limitado por el tiempo o el lugar, enseñaba en las encrucijadas, en los mercados, en un cementerio, bajo los pórticos de las iglesias, durante las vacaciones, cuando su palabra aguda articulaba una voluntad embriagada — y en los duros días de la siega, cuando un sudor sin lluvia se derramaba sobre la tierra.” 
Skovoroda enseñó que uno encuentra su verdadera vocación mediante el autoexamen. «Conócete a ti mismo», aconseja Skovoroda utilizando la conocida máxima del filósofo griego Sócrates. Introdujo una idea bien fundamentada de que una persona comprometida en un trabajo natural e innato tiene una vida verdaderamente satisfactoria y feliz.
La educación de los jóvenes ocupó la atención de Skovoroda hasta su vejez. En 1787, siete años antes de su muerte, Skovoroda escribió dos ensayos, The Noble Stork (en original: Благодарный Еродій, Blagorodnyj Erodiy ) y The Poor Lark (en original: Убогій Жаворонокъ, Ubogiy Zhavoronok), donde dedicó el tema de la educación. expuso sus ideas.
La amplia influencia de Skovoroda se refleja en los escritores famosos que apreciaron sus enseñanzas: Vladímir Soloviov, León Tolstói, Máximo Gorki, Andréi Bely, Tarás Shevchenko e Iván Frankó.

## Otras lecturas
- Compositores ucranianos Dytyniak Maria: una guía biobibliográfica: informe de investigación n. ° 14, 1896, Instituto Canadiense de Estudios Ucranianos, Universidad de Alberta, Canadá.
- Ern, Vladimir F. Григорий Саввич Сковорода. Жизнь и учение (Moscú: Путь, 1912)
- Gustafson, Richard F. "Skovorodá de Tolstoi". Revista de estudios ucranianos 22, no. 1/2 (1997): 87.
- Marshall, Richard H. Jr. y Bird, Thomas E. (eds. ) Grigoriy Skovorodá: una antología de artículos críticos (Edmonton: Instituto Canadiense de Estudios Ucranianos, 1994)
- Perri, Giuseppe. "El prólogo del Narciso de Grigoriy Skovorodá como testamento filosófico". (2015).
- Pylypiuk, Natalia. 'La puerta principal: en el umbral de la teología y la poética de Skovorodá', Estudios ucranianos de Harvard, 14 (3–4), 1990, pp551–583
- Zakydalsky, Taras, "La teoría del hombre en la filosofía de Skovorodá" (1965)
- Naydan, Michael M. (ed. ) 'Número especial sobre Grigoriy Skovorodá', Revista de estudios ucranianos, 22 (1–2), 1997
- Scherer, Esteban. "Estructura, símbolo y estilo en el "Potop Zmin" de Grigoriy Skovorodá". Trimestral de Europa del Este 32, no. 3 (1998): 409–429.
- Shreyer-Tkachenko O. Grigoriy Skovorodá – muzykant., Kiev, 1971
- "El mundo trató de atraparlo pero fracasó: Grigoriy Skovorodá, el filósofo ucraniano del siglo XVIII", Bienvenido a Ucrania, 2003, 1
- El jardín de las canciones divinas y la poesía recopilada de Grigoriy Skovorodá. Grigoriy Skovorodá, traducido al inglés por Michael M. Naydan. (Publicaciones de Glagoslav, 2016)ISBN 9781911414032
- La correspondencia completa de Grigoriy Skovorodá - Filósofo y poeta . En inglés (Glagoslav Publications, 2016)ISBN 9781784379902